# Hieracium hartzianum
Hieracium hartzianum es una especie de planta con flor del género Hieracium, de la familia Asteraceae, orden Asterales.

## Distribución
Hieracium hartzianum se distribuye por las Islas Feroe.

## Taxonomía
Fue descrita científicamente por Dahlst.
Tratamiento taxonómico
La especie aparece registrada y publicada en Bot. Færöes.